# 한정판

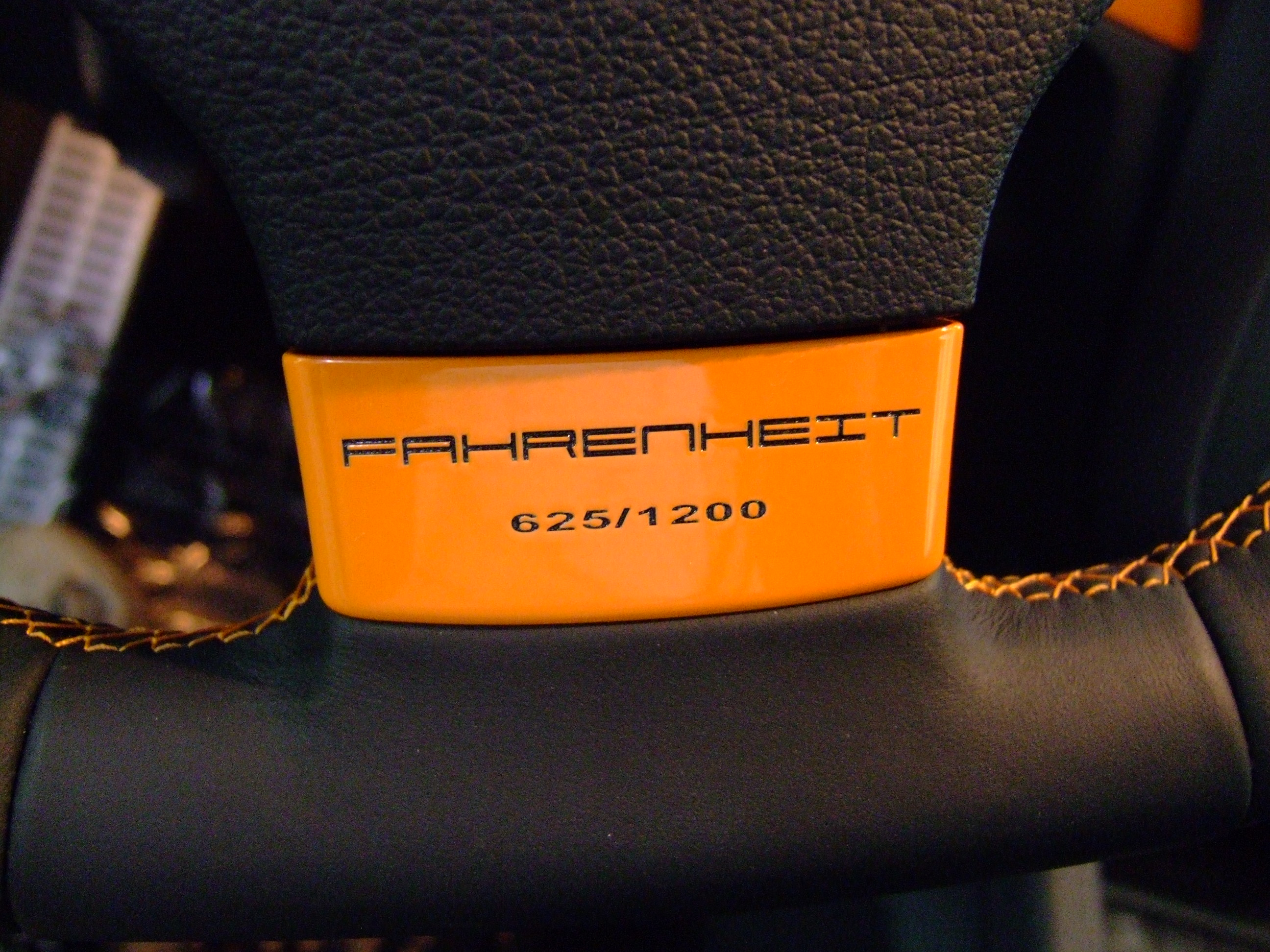
1,200 넘버링 에디션

한정판(限定版) 또는 스페셜 에디션(special edition)은 마케팅의 일환이다. 예를 들면 음반이나 DVD 등 제품들을 발매할 때 따로 보너스 곡이나, 화보집 등을 수록한 한정판을 발매하기도 한다.

## 같이 보기
- 박스 세트
- 감독판